# Ermanno Cavazzoni

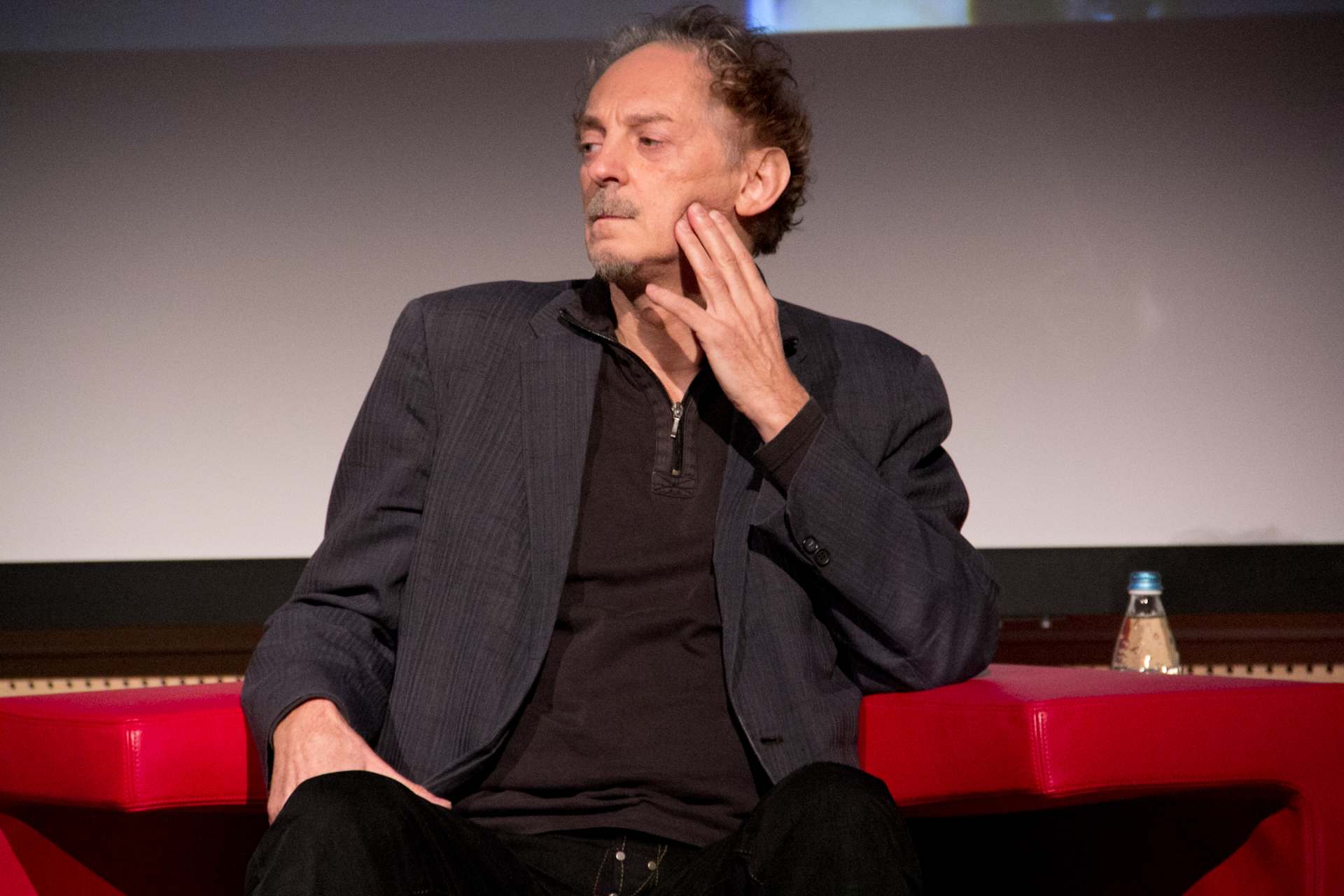
Ermanno Cavazzoni

Ermanno Cavazzoni (* 1947 in Reggio nell’Emilia) ist ein italienischer Schriftsteller, Übersetzer, Hörspiel- und Drehbuchautor.

## Leben und Werk
Ermanno Cavazzoni ist Professor für Ästhetik an der Universität in Bologna, wo er auch lebt. Gemeinsam mit Gianni Celati und Walter Pedullà gibt er das Magazin Il caffè illustrato heraus.
Cavazzoni ist Mitglied von Oplepo (Akronym aus „Opificio di Letteratura Potenziale“ = Werkstatt für potentielle Literatur), einer von Oulipo angeregten Gruppe von Autoren, die mit der italienischen Sprache experimentieren.
Sein Roman Gesang der Mondköpfe (italienisch: Poema dei lunatici) inspirierte Federico Fellini zu seinem Film Die Stimme des Mondes (Originaltitel: La voce della luna). 

## Werke
Romane, Gedichte, Kurzgeschichten und Anthologien
- Guida alla lettura del quotidiano : lo studio dell'italiano in un corso di 150 ore, 1976
- Esplorazioni sulla via Emilia : scritture nel paesaggio, 1986
- Il poema dei lunatici, 1987, ISBN 88-07-81371-8
- Le tentazioni di Girolamo, 1991, ISBN 88-339-0596-9
- I sette cuori, 1992, ISBN 88-339-0674-4
- Vite brevi di idioti, 1994, ISBN 88-07-01473-4
- Rivelazioni sui purgatori, 1996, ISBN 88-86051-43-3
- Cirenaica, 1999
- Gli scrittori inutili, 2002, ISBN 88-07-01609-5
- Storia naturale dei Giganti, 2007, ISBN 978-88-6088-048-2

Aufsätze
- Archivi manicomiali in Emilia Romagna, Società e storia, 1985, Vol. 28, S. 443
- Entretien avec Roberto Benigni Voyage en Fellini, Cahiers du cinéma, 1990, Vol. 431/432, S. 18 (französisch)
- Gli scrittori inutili, Italienisch. Zeitschrift für italienische sprache und literatur, 1997, J. 19, N. 2(38), S. 2–5

Übersetzungen
- Jacopo da Varagine: Le leggende dei santi : dalla „Legenda aurea“, 1993, ISBN 88-339-0768-6

### Deutsche Ausgaben
- Kurze Lebensbeschreibungen von Idioten, Freibeuter, 1988, Vol. 37, S. 151
- Mitternachtsabitur, 1994, ISBN 3-608-93196-1
- Kurze Lebensläufe der Idioten, 1994, ISBN 3-8031-2314-3
- Gesang der Mondköpfe, 1996, ISBN 3-8031-3122-7
- Die nutzlosen Schriftsteller, 2003, ISBN 3-8031-3179-0
- Das kleine Buch der Riesen, Verlag Klaus Wagenbach, Berlin 2010, ISBN 978-3-8031-1272-9.[1]

### Englische Ausgaben
- The voice of the moon, 1990, ISBN 1-85242-164-9

### Französische Ausgaben
- Le Poème des lunatiques : roman, 1990, ISBN 2-86744-156-0
- Le calendrier des imbéciles : récits, 1996, ISBN 2-84112-036-8

## Verfilmungen
- 1990: Die Stimme des Mondes (La voce della lune)